# Gastón Germán González
Gastón González (Ciudad Autónoma de Buenos Aires, Argentina, 23 de febrero de 1988) es un futbolista argentino que se desempeña como mediocampista. Actualmente juega en el Club Deportivo Morón de la Primera B Nacional de Argentina.

## Trayectoria

### Platense
Se formó en las divisiones juveniles del Club Atlético Platense de Argentina. Es convocado para integrar el banco de suplentes de la primera fecha del Campeonato de Primera B Nacional 2008-09 contra Quilmes, siendo que ingresa en el entre tiempo en lugar de Marcelo Scatolaro, pero disputa solo 28 minutos antes de ser reemplazado por Matías Giacopuzzi. En la fecha siguiente ingresa en el segundo tiempo del clásico contra Ferro a los 31 minutos. En las dos temporadas siguientes no disputaría partidos en el equipo de primera. En total disputó 2 encuentros sin convertir goles ni recibir amonestaciones en 42 minutos de juego.

### Ferro
Gastón se convirtió en el cuarto refuerzo del conjunto de Caballito de cara al Campeonato de Primera Nacional 2023, a pedido expreso de Juan Manuel Sara.

## Estadísticas
Actualizado al 28 de octubre de 2024

| Platense Argentina                                   | 2.ª              | 2008-09          | 2   | 0  | —  | — | — | — | 2   | 0  | 0    |
| Platense Argentina                                   | 2.ª              | 2009-10          | 0   | 0  | —  | — | — | — | 0   | 0  | 0    |
| Platense Argentina                                   | 2.ª              | 2010-11          | 0   | 0  | —  | — | — | — | 0   | 0  | 0    |
| Platense Argentina                                   | Total club       | Total club       | 2   | 0  | 0  | 0 | 0 | 0 | 2   | 0  | 0    |
| Platanias · Grecia                                   | 2.ª              | 2011–12          | 35  | 1  | 1  | 0 | — | — | 36  | 1  | 0.03 |
| Platanias · Grecia                                   | 1.ª              | 2012–13          | 19  | 0  | 2  | 0 | — | — | 21  | 0  | 0    |
| Platanias · Grecia                                   | Total club       | Total club       | 54  | 1  | 3  | 0 | — | — | 57  | 1  | 0.02 |
| Episkopi · Grecia                                    | 2.ª              | 2013–14          | 23  | 9  | 1  | 1 | — | — | 24  | 10 | 0.42 |
| Episkopi · Grecia                                    | Total club       | Total club       | 23  | 9  | 1  | 1 | 0 | 0 | 24  | 10 | 0.42 |
| Apollon Smyrni · Grecia                              | 2.ª              | 2014–15          | 7   | 1  | 4  | 1 | — | — | 11  | 2  | 0.18 |
| Apollon Smyrni · Grecia                              | Total club       | Total club       | 7   | 1  | 4  | 1 | 0 | 0 | 11  | 2  | 0.18 |
| Chania FC · Grecia                                   | 2.ª              | 2014-15          | 11  | 0  | 3  | 0 | — | — | 14  | 0  | 0    |
| Chania FC · Grecia                                   | Total club       | Total club       | 11  | 0  | 3  | 0 | 0 | 0 | 14  | 0  | 0    |
| Trikala · Grecia                                     | 2.ª              | 2015–16          | 11  | 2  | 2  | 0 | — | — | 13  | 2  | 0.15 |
| Trikala · Grecia                                     | Total            | Total            | 11  | 2  | 2  | 0 | 0 | 0 | 13  | 2  | 0.15 |
| Independiente Rivadavia Argentina                    | 2.ª              | 2016             | 19  | 3  | —  | — | — | — | 19  | 3  | 0.16 |
| Independiente Rivadavia Argentina                    | 2.ª              | 2016-17          | 39  | 3  | 1  | 0 | — | — | 40  | 3  | 0.08 |
| Independiente Rivadavia Argentina                    | 2.ª              | 2017-18          | 18  | 3  | 0  | 0 | — | — | 18  | 3  | 0.17 |
| Independiente Rivadavia Argentina                    | Total            | Total            | 76  | 9  | 2  | 0 | 0 | 0 | 78  | 9  | 0.12 |
| Deportivo Morón Argentina                            | 2.ª              | 2018-19          | 20  | 3  | 1  | 0 | — | — | 21  | 3  | 0.14 |
| Deportivo Morón Argentina                            | Total            | Total            | 20  | 3  | 1  | 0 | 0 | 0 | 21  | 3  | 0.14 |
| Belgrano Argentina                                   | 2.ª              | 2019-20          | 11  | 0  | —  | — | — | — | 11  | 0  | 0    |
| Belgrano Argentina                                   | Total            | Total            | 11  | 0  | 0  | 0 | 0 | 0 | 11  | 0  | 0    |
| Deportivo Morón Argentina                            | 2.ª              | 2021             | 34  | 9  | 0  | 0 | — | — | 34  | 9  | 0.26 |
| Deportivo Morón Argentina                            | 2.ª              | 2022             | 33  | 8  | 1  | 0 | — | — | 34  | 8  | 0.24 |
| Deportivo Morón Argentina                            | Total            | Total            | 67  | 17 | 1  | 0 | 0 | 0 | 68  | 17 | 0.25 |
| Ferro Argentina                                      | 2.ª              | 2023             | 9   | 0  | —  | — | — | — | 9   | 0  | 0    |
| Ferro Argentina                                      | Total            | Total            | 9   | 0  | 0  | 0 | 0 | 0 | 9   | 0  | 0    |
| Deportivo Morón Argentina                            | 2.ª              | 2024             | 29  | 5  | —  | — | — | — | 29  | 5  | 0.17 |
| Deportivo Morón Argentina                            | Total            | Total            | 29  | 5  | 0  | 0 | 0 | 0 | 29  | 5  | 0.17 |
| Deportivo Morón Argentina                            | Total Dep. Morón | Total Dep. Morón | 116 | 25 | 2  | 0 | 0 | 0 | 118 | 25 | 0.21 |
| Total carrera                                        | Total carrera    | Total carrera    | 320 | 47 | 17 | 2 | 0 | 0 | 337 | 49 | 0.15 |
| (1) La copa nacional se refiere a la Copa Argentina. |                  |                  |     |    |    |   |   |   |     |    |      |